# Mistrzostwa Afryki w Piłce Nożnej Kobiet 2012
Mistrzostwa Afryki w piłce nożnej kobiet 2012 – dziesiąta edycja piłkarskich Mistrzostw Afryki kobiet. Turniej został rozegrany w dniach 28 października – 11 listopada 2012 roku, a gospodarzem tej edycji była Gwinea Równikowa. W mistrzostwach uczestniczyło 8 zespołów. Reprezentacja Gwinei Równikowej jako gospodarz miała zagwarantowany udział w turnieju, pozostałe 7 drużyn awans wywalczyło w eliminacjach. Tytuł wywalczyły gospodynie, dla których był to drugi triumf w tych rozgrywkach w historii. W finale piłkarki Gwinei Równikowej pokonały 4:0 Republikę Południowej Afryki, dla której był to już czwarty finał i czwarty zakończony porażką. Brązowe medale przypadły zawodniczkom z Kamerunu, które w meczu o 3. miejsce okazały się lepsze od triumfatora poprzedniej edycji, Nigerii.

## Eliminacje

### Runda wstępna
Przed rozpoczęciem gier ze startu wycofała się Kenia oraz Burundi. Mecze rundy wstępnej rozegrano w styczniu 2012 roku.
| Drużyna 1                            | Wynik dwumeczu | Drużyna 2 | Pierwszy mecz | Drugi mecz |
| ------------------------------------ | -------------- | --------- | ------------- | ---------- |
| Egipt                                | 4:6            | Etiopia   | 4:2           | 0:4        |
| Namibia                              | 2:7            | Tanzania  | 0:2           | 2:5        |
| Wybrzeże Kości Słoniowej             | 10:1           | Gwinea    | 5:1           | 5:0        |
| Kenia                                | w/o            | Mozambik  | —             | —          |
| Zambia                               | 9:4            | Malawi    | 7:0           | 2:4        |
| Maroko                               | 2:2 (5:3 k.)   | Tunezja   | 2:0           | 0:2        |
| Senegal                              | w/o            | Burundi   | —             | —          |
| Botswana                             | 1:3            | Zimbabwe  | 0:1           | 1:2        |
| Uganda                               | 1:5            | DR Kongo  | 1:1           | 0:4        |
| Mali                                 | 0:8            | Ghana     | 0:3           | 0:5        |
| Po lewej gospodarz pierwszego meczu. |                |           |               |            |

### Pierwsza runda
Gwinea Równikowa jako gospodarz automatycznie awansowała do turnieju finałowego, w związku z czym Demokratyczna Republika Konga uzyskała awans bez rozgrywania spotkań w pierwszej rundzie. Mecze pierwszej rundy odbyły się w maju i czerwcu 2012 roku.
| Drużyna 1                            | Wynik dwumeczu | Drużyna 2        | Pierwszy mecz | Drugi mecz |
| ------------------------------------ | -------------- | ---------------- | ------------- | ---------- |
| Etiopia                              | 3:1            | Tanzania         | 2:1           | 1:0        |
| Wybrzeże Kości Słoniowej             | 12:0           | Mozambik         | 7:0           | 5:0        |
| Zambia                               | 2:6            | RPA              | 1:4           | 1:2        |
| Maroko                               | 0:0 (4:5 k.)   | Senegal          | 0:0           | 0:0        |
| Zimbabwe                             | 0:6            | Nigeria          | 0:2           | 0:4        |
| DR Kongo                             | w/o            | Gwinea Równikowa | —             | —          |
| Ghana                                | 2:2 (8:9 k.)   | Kamerun          | 1:1           | 1:1        |
| Po lewej gospodarz pierwszego meczu. |                |                  |               |            |

## Turniej Finałowy
Turniej finałowy został rozegrany w dniach 28 października – 11 listopada 2012 roku w Gwinei Równikowej. Mecze odbywały się na Nuevo Estadio de Malabo w stolicy kraju, Malabo oraz na Estadio de Bata w mieście Bata.

### Faza grupowa

#### Grupa A
| Poz. | Drużyna          | M | Pkt. | Mecze | Mecze | Mecze | Bramki | Bramki |
| Poz. | Drużyna          | M | Pkt. | zwy.  | rem.  | por.  | zdob.  | stra.  |
| ---- | ---------------- | - | ---- | ----- | ----- | ----- | ------ | ------ |
| 1    | Gwinea Równikowa | 3 | 9    | 3     | 0     | 0     | 12     | 0      |
| 2    | RPA              | 3 | 6    | 2     | 0     | 1     | 5      | 2      |
| 3    | DR Kongo         | 3 | 3    | 1     | 0     | 2     | 2      | 10     |
| 4    | Senegal          | 3 | 0    | 0     | 0     | 3     | 0      | 7      |

Wszystkie godziny podane w czasie zachodnioafrykańskim (UTC+1)
- 1. kolejka:

| 28 października 2012 | Gwinea Równikowa | 1:0   | RPA |                                 |
| 14:30                | Chinasa 33'      | (1:0) |     | Nuevo Estadio de Malabo, Malabo |

| 28 października 2012 | Senegal | 0:1   | DR Kongo     |                                 |
| 17:30                |         | (0:0) | Nona 74' (k) | Nuevo Estadio de Malabo, Malabo |

- 2. kolejka:

| 31 października 2012 | RPA        | 1:0   | Senegal |                                 |
| 14:30                | Mgcoyi 70' | (0:0) |         | Nuevo Estadio de Malabo, Malabo |

| 31 października 2012 | Gwinea Równikowa                                                     | 6:0   | DR Kongo |                                 |
| 17:30                | Añonma 25', 66', 73' · Mwalutshe 39' (sam.) · Chinasa 63' · Jade 86' | (2:0) |          | Nuevo Estadio de Malabo, Malabo |

- 3. kolejka:

| 3 listopada 2012 | Gwinea Równikowa                                   | 5:0   | Senegal |                                 |
| 17:30            | Jade 5', 14' · Tiga 15' · Jumária 47' · Añonma 72' | (3:0) |         | Nuevo Estadio de Malabo, Malabo |

| 3 listopada 2012 | RPA                             | 4:1   | DR Kongo      |                       |
| 17:30            | Smeda 3' · Mgcoyi 10', 48', 57' | (2:0) | Tutzolana 88' | Estadio de Bata, Bata |

#### Grupa B
| Poz. | Drużyna                  | M | Pkt. | Mecze | Mecze | Mecze | Bramki | Bramki |
| Poz. | Drużyna                  | M | Pkt. | zwy.  | rem.  | por.  | zdob.  | stra.  |
| ---- | ------------------------ | - | ---- | ----- | ----- | ----- | ------ | ------ |
| 1    | Nigeria                  | 3 | 9    | 3     | 0     | 0     | 8      | 2      |
| 2    | Kamerun                  | 3 | 4    | 1     | 1     | 1     | 5      | 3      |
| 3    | Wybrzeże Kości Słoniowej | 3 | 3    | 1     | 0     | 2     | 7      | 7      |
| 4    | Etiopia                  | 3 | 1    | 0     | 1     | 2     | 0      | 8      |

Wszystkie godziny podane w czasie zachodnioafrykańskim (UTC+1)
- 1. kolejka:

| 29 października 2012 | Nigeria                      | 2:1   | Kamerun       |                       |
| 14:30                | Ohadugha 45+1' · Nkwocha 86' | (1:0) | Manie 52' (k) | Estadio de Bata, Bata |

| 29 października 2012 | Wybrzeże Kości Słoniowej                  | 5:0   | Etiopia |                       |
| 17:30                | N'Rehy 1', 9', 68' · Gnago 51' · Koko 53' | (2:0) |         | Estadio de Bata, Bata |

- 2. kolejka:

| 1 listopada 2012 | Kamerun                                | 4:1   | Wybrzeże Kości Słoniowej |                       |
| 14:30            | Iven 11', 25' · Aboudi 62' · Zouga 88' | (2:1) | Nahi 18'                 | Estadio de Bata, Bata |

| 1 listopada 2012 | Etiopia | 0:3   | Nigeria                               |                       |
| 17:30            |         | (0:1) | Sunday 26' · Mbachu 64' · Nkwocha 66' | Estadio de Bata, Bata |

- 3. kolejka:

| 4 listopada 2012 | Nigeria                              | 3:1   | Wybrzeże Kości Słoniowej |                                 |
| 17:30            | Chukwudi 9' · Ngozi 39' · Mbachu 75' | (2:0) | N'Rehy 82'               | Nuevo Estadio de Malabo, Malabo |

| 4 listopada 2012 | Kamerun | 0:0   | Etiopia |                       |
| 17:30            |         | (0:0) |         | Estadio de Bata, Bata |

### Faza pucharowa

#### Półfinały
| 7 listopada 2012 | Gwinea Równikowa        | 2:0   | Kamerun |                                 |
| 14:30            | Chinasa 7' · Añonma 40' | (2:0) |         | Nuevo Estadio de Malabo, Malabo |

| 7 listopada 2012 | Nigeria | 0:1   | RPA         |                       |
| 17:30            |         | (0:1) | van Wyk 23' | Estadio de Bata, Bata |

#### Mecz o 3. miejsce
| 11 listopada 2012 14:30 | Kamerun · Enganamouit 31' | 1 – 0(1 – 0) | Nigeria | Nuevo Estadio de Malabo, Malabo |
|                         |                           |              |         |                                 |

#### Finał
| 11 listopada 2012 17:30 | Gwinea Równikowa · Chinasa 43', 72' · Tiga 66' · Añonma 70' | 4 – 0(1 – 0) | RPA | Nuevo Estadio de Malabo, Malabo Widzów: 20 000 |
|                         |                                                             |              |     |                                                |

### Strzelczynie bramek
6 goli
- Genoveva Añonma

5 goli
- Chinasa Okoro Gloria

4 gole
- Tia Vino Ines N'Rehy
- Andisiwe Mgcoyi

3 gole
- Jade Boho

2 gole
- Adrienne Iven
- Adriana Aparecida Costa
- Stella Mbachu
- Perpetua Nkwocha

1 gol
- Jeanine Alexise Gnago
- Ange M. Nguessan Koko
- Patiance Manie
- Estelle M. Josee Nahi
- Gabrielle Onguene
- Gaelle Enganamouit
- Francine Zouga
- Lucie Mengi Nona
- Jolie Tutzolana
- Jumária Barbosa de Santana
- Ogonna Chukwudi
- Ebere Ngozi
- Onyinyechi Ohadugha
- Esther U. Sunday
- Leandra Smeda
- Janine van Wyk

gol samobójczy
- Bwadi Mwalutshe